# Mistrovství světa v zápasu řecko-římském 2001
Mistrovství světa v zápasu řecko-římském proběhlo v Patrasu, Řecko v roce 2001.

## Výsledky
| Kategorie | Podrobnosti | Zlato                      | Stříbro                  | Bronz                   |
| --------- | ----------- | -------------------------- | ------------------------ | ----------------------- |
| -54 kg    | podrobně    | Hasan Rangraz (IRI)        | Brandon Paulson (USA)    | Lázaro Rivas (CUB)      |
| -58 kg    | podrobně    | Dylšod Aripov (UZB)        | Karen Mnacakanjan (ARM)  | Roberto Monzón (CUB)    |
| -63 kg    | podrobně    | Vaginak Galstjan (ARM)     | Kim In-sop (KOR)         | Michael Bi'ilin (ISR)   |
| -69 kg    | podrobně    | Filiberto Azcuy (CUB)      | Alexej Gluškov (RUS)     | Rustam Adži (UKR)       |
| -76 kg    | podrobně    | Ara Abra'amjan (SWE)       | Alexej Mišin (RUS)       | Kim Čin-su (KOR)        |
| -85 kg    | podrobně    | Muchran Vachtangadze (GEO) | Matt Lindland (USA)      | Oleksandr Darahan (UKR) |
| -97 kg    | podrobně    | Alexandr Bezručkin (RUS)   | Ernesto Peña (CUB)       | Mehmet Özal (TUR)       |
| -130 kg   | podrobně    | Rulon Gardner (USA)        | Mihály Deák-Bárdos (HUN) | Xenofon Kuciumbas (GRE) |